# Селе (Равне-на-Корошкем)
Селе (словен. Sele) — поселення в общині Равне-на-Корошкем, Регіон Корошка, Словенія. Висота над рівнем моря: 472,7 м.